# Polygrammodes sanguifrons
Polygrammodes sanguifrons là một loài bướm đêm trong họ Crambidae.